# Parnassia mysorensis
Parnassia mysorensis är en benvedsväxtart som beskrevs av F. Heyne, Wight och Arn. Parnassia mysorensis ingår i släktet Parnassia och familjen Celastraceae. Utöver nominatformen finns också underarten P. m. aucta.